# Catégories d'active
Les catégories d'active sont des professions de la fonction publique qui bénéficient d'un âge légal de départ à la retraite spécifique, plus court que l'âge légal général, en raison de la pénibilité et des difficultés à exercer ces professions, parmi lesquelles les militaires et policiers, ou les infirmières. Ce droit au départ plus tôt ne leur donne pas pour autant le droit à une retraite à taux plein. Son intérêt s'est donc atténué pour les générations ayant bénéficié du report en 1959 de l'instruction obligatoire de 14 à 16 ans.
Par exemple, les infirmières peuvent partir dès 55 ans, mais avec un montant de pension calculé en fonction du nombre d’années de travail,  du fait de la pénibilité de la profession et de la diminution de la durée de vie, évaluée par une étude de la CNRACL.
Cet âge légal de départ à la retraite a été repoussé à 57 ans par la réforme des retraites de 2010, soit deux ans de plus, un supplément équivalent à celui imposé à l'âge légal de départ à la retraite, une décision prise dans une optique d'équité selon le ministre du travail Éric Woerth.
Le classement des emplois en catégorie active, permettant un départ à 55 ans, a été réalisé par l’arrêté interministériel du 20 septembre 1949, modifié par l’arrêté du 12 novembre 1969, et complété par la circulaire interministérielle du 10 mai 1990. Dans la fonction publique territoriale, l’appartenance d’un agent à la catégorie active résulte de l’emploi occupé et non du grade détenu. Afin de bénéficier d’un départ à la retraite à 55 ans, l’agent doit avoir accompli au moins 15 ans de services dans un emploi classé et reconnu en catégorie d'active.
Les infirmières se sont vu proposer en 2010 le renoncement aux bénéfices correspondant à cette catégorie d'active, en échange d'un salaire plus élevé, comme ce fut le cas en 1990 pour les instituteurs, lors de la création du corps de professeur des écoles, mieux payés en échange du renoncement au logement de fonction et à la retraite anticipée pour "catégorie d'active". Depuis, l'Éducation nationale ne recrute plus d'instituteurs. 